# 더베이 체이스
더베이 체이스(영어: Daveigh Chase, 1990년 7월 24일 ~ )는 미국의 배우, 가수이다. 일본 애니메이션 영화 《센과 치히로의 행방불명》의 영어 더빙판에서 주인공 치히로의 목소리를 연기했다.

## 출연 작품
- A.I. - 아이 가수 역
- 센과 치하로의 행방불명 (성우)
- 도니 다코 - 사만다 다코 역
- 다크 콜로니 - 에이미 코스텔로 역
- 릴로 & 스티치 - 릴로 역 (목소리)
- 링